# ジェレミ・ヌジタップ
ジェレミ・ヌジタップ（Geremi Njitap、1978年12月20日 - ）は、カメルーン・バフーサム出身の元サッカー選手。ポジションはミッドフィールダー、ディフェンダー。

## 来歴
カメルーン代表が2000年のシドニーオリンピックで金メダルを獲得した時のキャプテンである。
カメルーン代表ではサミュエル・エトオと共に中心選手として活躍しているが、チェルシーFCでは定位置確保は出来なかった。しかし多くのポジションをこなせる事から、当時監督のジョゼ・モウリーニョから貴重なユーティリティープレーヤーとして重宝されていた。
2007年にニューカッスル・ユナイテッドFCへと移籍。2010年1月よりトルコのMKEアンカラギュジュに半年在籍した後、ギリシャへ渡りAEL 1964と契約を交わした。2011年1月、AEL1964を退団した。
豊富な運動量と高い身体能力を併せ持ち、正確なパスを供給する右サイドのダイナモ。フリーキック、PKも得意。驚異的な背筋力でロングスローは助走をつけずにゴール前まで軽々と投げ込む。

## 所属クラブ
- 1995-1996  ラシン・バフーサム
- 1996-1997  セロ・ポルテーニョ
- 1997-1999  ゲンチレルビルリイSK
- 1999-2003  レアル・マドリード

→ 2002-2003  ミドルズブラFC (loan)
- 2003-2007  チェルシーFC
- 2007-2010.1  ニューカッスル・ユナイテッドFC
- 2010.1-2010.6  MKEアンカラギュジュ
- 2010.7-2011.1  AEL 1964

## 代表歴

### 出場大会
- カメルーン代表
  - 2002 FIFAワールドカップ
  - 2010 FIFAワールドカップ

### 試合数
- 国際Aマッチ 119試合 13得点（1996年-2010年）[1]

| カメルーン代表 | 国際Aマッチ | 国際Aマッチ |
| 年             | 出場        | 得点        |
| -------------- | ----------- | ----------- |
| 1996           | 3           | 0           |
| 1997           | 9           | 0           |
| 1998           | 4           | 0           |
| 1999           | 4           | 0           |
| 2000           | 9           | 0           |
| 2001           | 8           | 0           |
| 2002           | 14          | 1           |
| 2003           | 9           | 1           |
| 2004           | 10          | 0           |
| 2005           | 6           | 3           |
| 2006           | 7           | 2           |
| 2007           | 5           | 1           |
| 2008           | 11          | 2           |
| 2009           | 10          | 2           |
| 2010           | 10          | 1           |
| 通算           | 119         | 13          |

## タイトル

### クラブ
レアル・マドリード
- UEFAチャンピオンズリーグ 2000, 2002
- リーガ・エスパニョーラ 2000-2001
- スーペルコパ・デ・エスパーニャ 2001

チェルシーFC
- プレミアリーグ 2005-2006
- コミュニティーシールド 2005

### 代表
カメルーン代表
- シドニーオリンピック 2000
- アフリカネイションズカップ 2000, 2002